# Maravillas, Chalchicomula de Sesma
Maravillas är en ort i Mexiko.   Den ligger i kommunen Chalchicomula de Sesma och delstaten Puebla, i den sydöstra delen av landet, 180 km öster om huvudstaden Mexico City. Maravillas ligger 2 419 meter över havet och antalet invånare är 449.
Terrängen runt Maravillas är kuperad västerut, men österut är den platt. Runt Maravillas är det ganska tätbefolkat, med 155 invånare per kvadratkilometer. Närmaste större samhälle är Ciudad Serdán, 9,3 km nordost om Maravillas. Omgivningarna runt Maravillas är en mosaik av jordbruksmark och naturlig växtlighet.